# Lebohang Morula
Lebohang William Morula (Brits, 1966. december 18. – 2024. augusztus 9.) válogatott dél-afrikai labdarúgó, középpályás.
A Dél-afrikai Köztársaság válogatott tagjaként részt vett az 1998-as világbajnokságon.
2024. augusztus 9-én megölték.